# Peringia
Peringia is een geslacht van weekdieren uit de klasse van de Gastropoda (slakken).

## Soorten
- Peringia benoisti (Dollfus & Dautzenberg, 1886) †
- Peringia conoidea (von Koenen, 1883) †
- Peringia fontannesi (Dollfus & Dautzenberg, 1886) †
- Peringia gottscheana (von Koenen, 1883) †
- Peringia ulvae (Pennant, 1777)